# Tirso Duarte
Tirso Oriol Duarte Lescay (La Habana, 12 de abril de 1978-Tumaco, 29 de septiembre de 2023) fue un cantante, compositor, pianista y arreglista musical cubano.

## Biografía
Realizó sus estudios en el Conservatorio Amadeo Roldán se incorporó al grupo de Pachito Alonso.
Antes de crear su propio grupo, tocó con NG La Banda bajo la dirección de José Luis Cortés, alias El Tosco, y con La Charanga Habanera de David Calzado. También canta con el famoso grupo Pupy y Los Son, Son. Tirso Duarte es autor de canciones famosas como Charanguero Mayor, La Vecina y Riqui Rincón. Mientras lidera su propio grupo, Tirso Duarte y la Sonoridad, también es miembro del Afro-Cuban All-Stars, bajo la dirección de Juan de Marcos González. También tocó y cantó en la película Música cubana.

## Asesinato
El 26 de septiembre de 2023 durante una gira de su concierto fue herido en Tumaco, Nariño en Colombia, durante confusos hechos, y trasladado a un hospital de Pasto, debido a la gravedad de sus heridas. Murió poco después, el 29 de septiembre de 2023, tras un importante traumatismo craneoencefálico a pesar de los esfuerzos de los médicos.